# أندريا إيفان
أندريا إيفان (بالإيطالية: Andrea Ivan)‏ (9 يناير 1973 بفلورنسا في إيطاليا - ) هو لاعب كرة قدم إيطالي في مركز حراسة المرمى. لعب مع أتالانتا وفيورنتينا ونادي أسكولي ونادي بيسكارا ونادي ساليرنيتانا ونادي سيينا ونادي فوجيا ونادي ليفورنو وUS Poggibonsi ‏ وUD Ibiza-Eivissa ‏.

## وصلات خارجية
- أندريا إيفان على موقع قاعدة بيانات كرة القدم.إي يو (الإنجليزية)